# Жовтень 2004
Жовтень 2004 — десятий місяць 2004 року, що розпочався у п'ятницю 1 жовтня та закінчився у неділю 31 жовтня.

## Події
- 4 жовтня
  - Успішно здійснив другий і останній заліковий політ перший у світі приватний космічний корабель «SpaceShipOne»

- 14 жовтня
  - «Союз ТМА-5» успішно вийшов на навколоземну орбіту, його екіпаж змінив Геннадія Падалку та Майкла Фінка на МКС.
  - Принц Нородом Сіамоні став новим королем Камбоджі.

- 17 жовтня
  - Відбувся референдум в Білорусі, який скасував положення конституції, що забороняють громадянину країни займати посаду президента більше двох разів поспіль.

- 20 жовтня
  - Перший реліз операційної системи Ubuntu.
  - Сусіло Бамбанг Юдойоно став новим президентом Індонезії.

- 23 жовтня
  - Бразилія відправила в космос свою першу ракету.

- 31 жовтня
  - Вибори Президента України: до другого туру виборів вийшли Віктор Ющенко та Віктор Янукович.